# Skobčevka
Skôbčevka (znanstveno ime Melopsittacus undulatus) je mala papiga, edina znana vrsta iz roda Melopsittacus.
Skobčevke prvotno izvirajo iz celinske Avstralije, kjer so preživele več kot 5 milijonov let. Skobčevke so nomadske ptice, družijo se v jatah in se lahko v odličnih razmerah namnožijo v večmilijonske jate. V deževnih razmerah se začnejo intenzivno množiti, v sušnih obdobjih pa sledijo suhim rečnim strugam, kjer si iščejo hrano in vodo.
Družina papig (Psittacidae) šteje skoraj 600 vrst, mednje spada skobčevka, edina predstavnica rodu Melopsittacus, imenovana Melopsittacus undulatus. Skobčevke spadajo med duplarke, kar pomeni, da svoja jajca položijo v drevesna dupla, kjer tudi vzgojijo svoje mladiče.
Skobčevke so lahko rumene, belo-modre, zelene ali pa imajo kombinirane barve. Znane so po tem, da se lahko naučijo govoriti. Ob dobrih življenjskih pogojih (primerna hrana, voda, primerna temperatura življenjskega prostora ...), živijo do maksimalno 15 let, sicer pa je njihova povprečna življenjska doba ocenjena na 10 let. Poznamo dve velikosti skobčevk (Velikost divjih skobčevk ter velikost gojene skobčevke, ki je lahko za skoraj polovico večja od divje skobčevke in se imenuje standard).

## Spola
Samice prepoznamo po rožnati oz. svetlejši barve kronice na kljunu, samci pa imajo krono modro oz temnejše obarvano. Samice izležejo jajca v začetku januarja in na koncu marca. Valijo 18 dni.